# Deliathis bifurcatus
Deliathis bifurcatus là một loài bọ cánh cứng trong họ Cerambycidae.